# Zdislav (Luže)
Zdislav je část města Luže v okrese Chrudim. Nachází se na jihu Luže. Zdislav je také název katastrálního území o rozloze 3,1 km².

## Pamětihodnosti
- Zaniklá tvrz Komárka

## Galerie

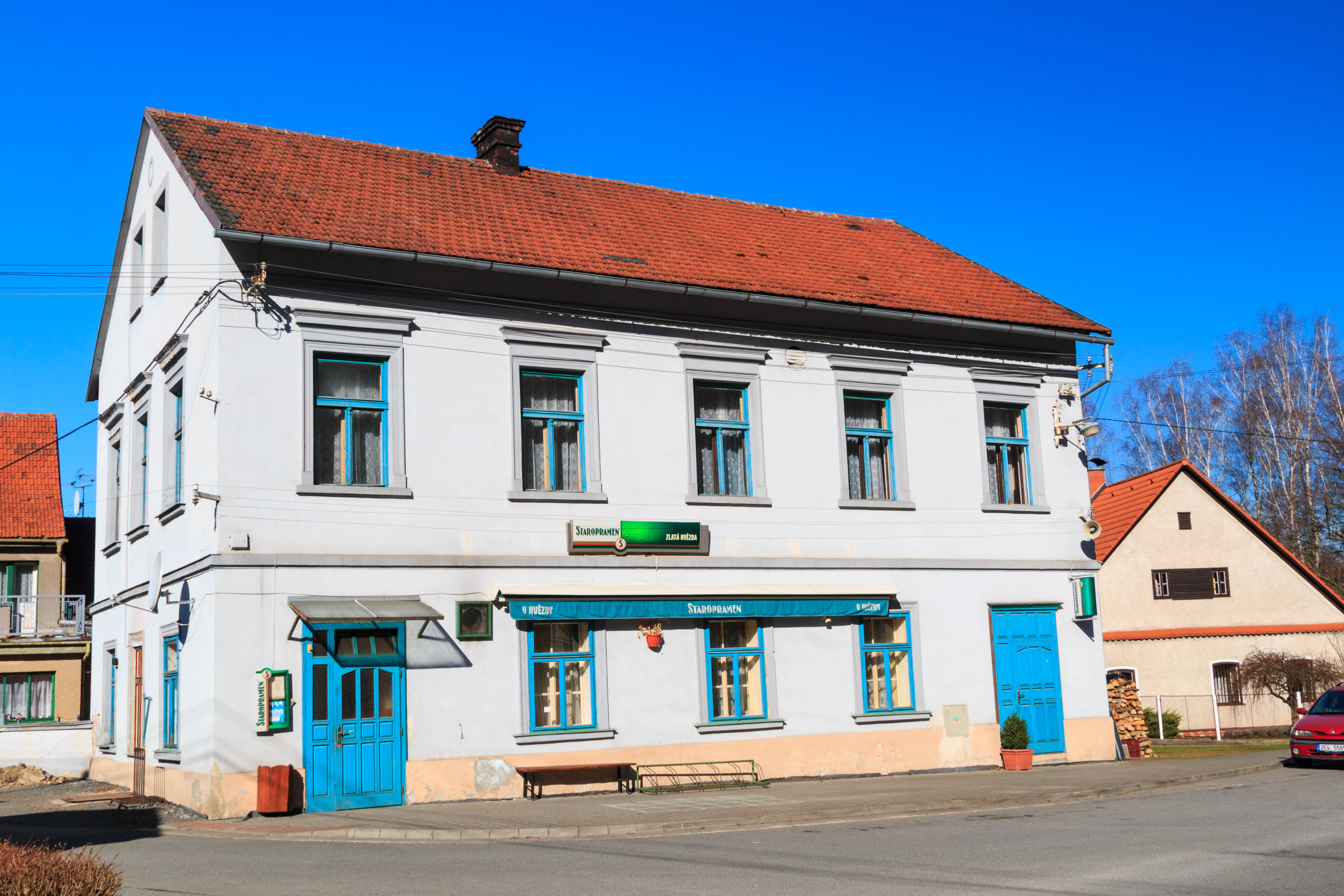
Hostinec
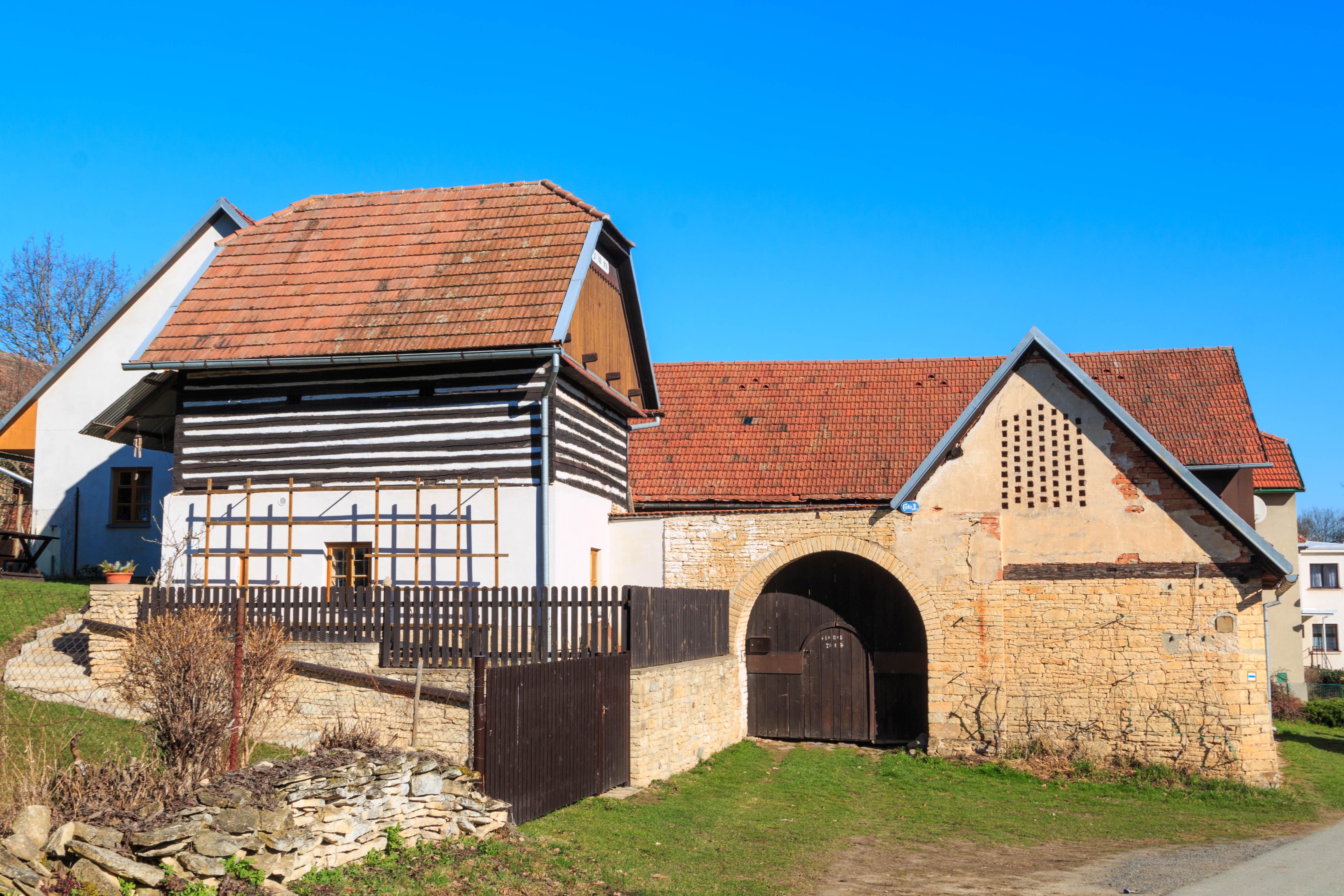
Dům čp. 1
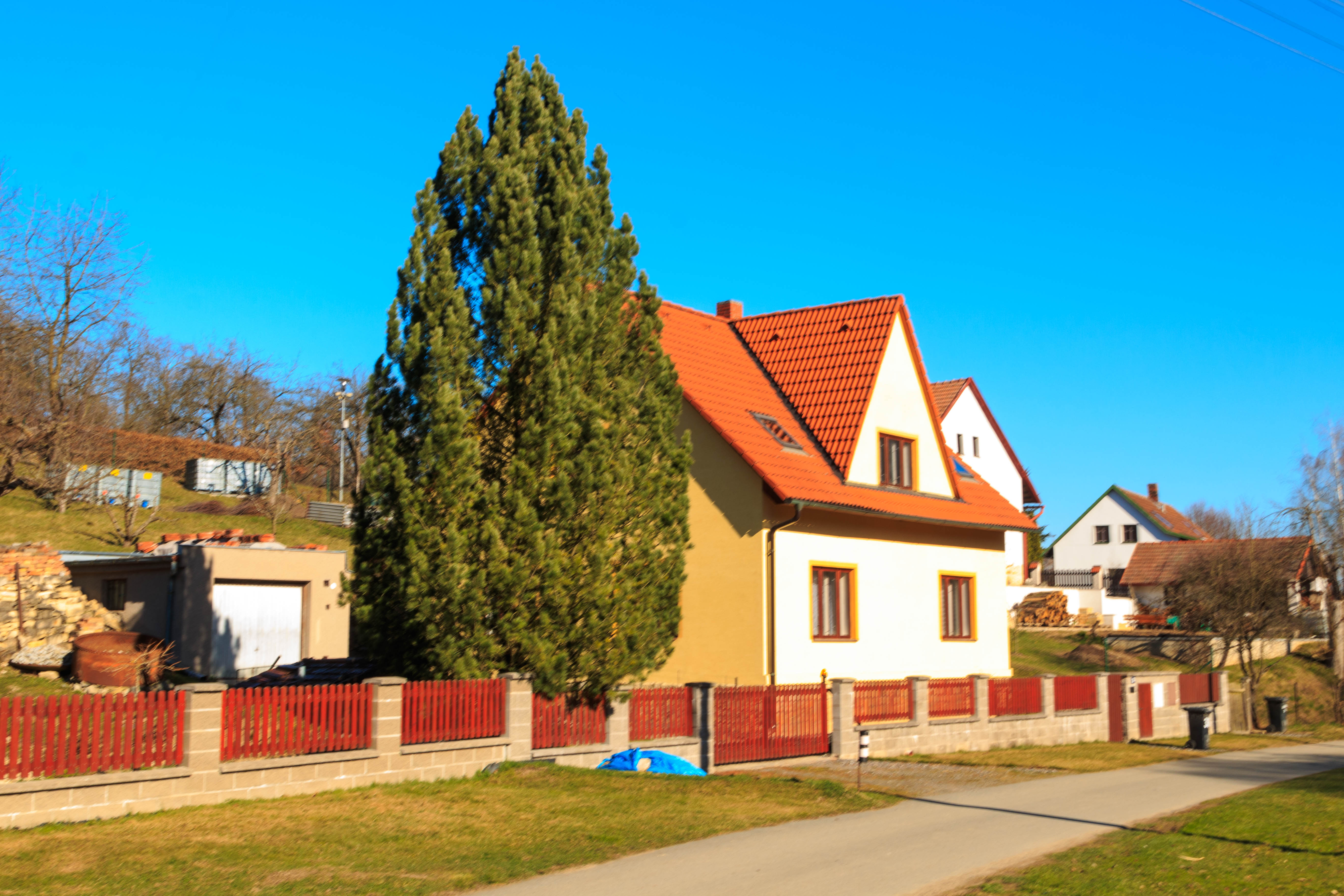
Dům č. 36
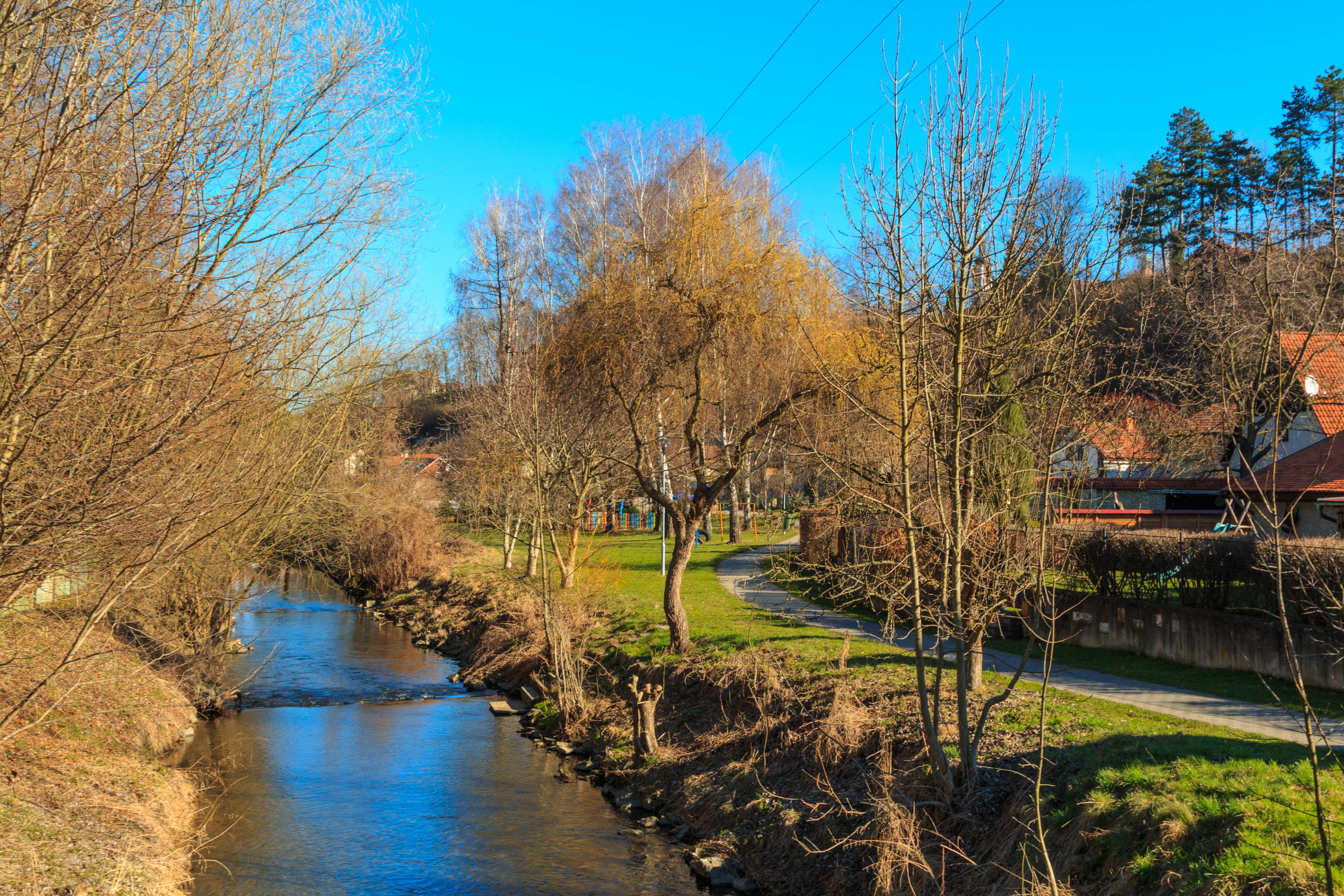
Říčka Novohradka